# Uczenie samonadzorowane
Uczenie samonadzorowane – rodzaj uczenia maszynowego, w którym etykiety generowane automatycznie (bez udziału człowieka) na podstawie danych wejściowych są wykorzystywane do dalszego trenowania modelu technikami uczenia nadzorowanego.